# Johan Oskar Hagström
Johan Oskar Hagström (Suecia, 21 de marzo de 1860-Gävle, 7 de junio de 1922) fue un botánico sueco. Nació en Bettna de Strangnas Södermanland, y fue estudiante en Upsala en 1879, consagrándose sacerdote en 1883, se convirtió en cura en Lysvik en 1899, pasando a vicario de Emtervik.

## Algunas publicaciones
- johan oskar Hagström. 1906. Beskrifning af ett nytt växtfossil, Holstia splendens: Med 1 tafla (Descripción de una nueva planta fósil, Holstia splendens: con una imagen)

- ----------------------------. 1902. Vittnesbörd om sanningen (Testimonio de la verdad)

### Libros
- johan oskar Hagström. 1916. Critical researches on the potamogetons. Kungl. Svenska vetenskapsakademiens handlingar. Editor Almqvist & Wiksells Boktryckeri-A.-B. 281 pp.